# Tachina intermedia
Tachina intermedia là một loài ruồi trong họ Tachinidae.